# Jean-Louis Martin (rugby à XV)
Pour les articles homonymes, voir Jean-Louis Martin et Martin.

a Compétitions nationales et continentales officielles uniquement.

b Matchs officiels uniquement.
Dernière mise à jour le 19 septembre 2010.
Jean-Louis Martin, né le 17 juillet 1948 à Béziers, est un joueur français de rugby à XV évoluant au poste de pilier.  Il accomplit presque l'intégralité de sa carrière sportive en club avec l'AS Béziers avec qui il remporte neuf titres de Champion de France.

## Biographie
Jean-Louis Martin joue en club avec l'AS Béziers pendant toute sa carrière, hormis les saisons 1974-75 et 1975-76 passées au RC Toulon.
Le 7 novembre 1981, il joue avec les Barbarians français contre la Nouvelle-Zélande à Bayonne. Les Baa-Baas s'inclinent 18 à 28.
À la mi-1984, il arrête sa carrière de joueur après un dernier titre, puis devient président de l'AS Béziers en 1988, et l'entraîneur de l'équipe première en 1990. Il a déjà été entraîneur en 1978 avec Olivier Saïsset, au départ de Raoul Barrière. Il est chef d'entreprise (depuis plus de 25 ans)[réf. nécessaire] dans la région héraultaise.

## Palmarès
- Vainqueur du Championnat de France en 1971, 1972, 1974, 1977, 1978, 1980, 1981, 1983 et 1984
- Vainqueur du Challenge Yves du Manoir en 1972 et 1977
- Finaliste du Challenge du Manoir en 1973, 1978, 1980 et 1981
- Bouclier d'Automne en 1970, 1971 1976, 1977, 1980(ne joue pas la finale) et 1983(ne joue pas la finale)
- Finaliste du Bouclier d'Automne en 1972 et en 1981
- Challenge Jules-Cadenat en 1971, 1972, 1974, 1977, 1978 et 1979

## Statistiques en équipe nationale
- 4 sélections en équipe de France
- Sélections par année : 2 en 1971, 2 en 1972